# Elena Ornella Paciotti
Elena Ornella Paciotti, mais conhecida pelo seu primeiro nome Elena, (Roma, 9 de janeiro de 1941) é uma juíza e política italiana.

## Biografia
Nascida em Roma em 1941, ingressou no judiciário em 1967, e trabalhou no tribunal de Milão. Foi presidente da Associação Nacional dos Magistrados por dois mandatos (1994-95 e 1997-98) e membro do Parlamento Europeu (1999-2004) pelo Partido Democrático da Esquerda, afiliando-se ao grupo do Partido dos Socialistas Europeus.
Desde 1999 é também presidenta da Fundação Lelio e Lisli Basso para o estudo da sociedade contemporánea.